# Distretto di Nong Phok
Il distretto di Nong Phok (in thailandese: หนองพอก) è un distretto (amphoe) della Thailandia, situato nella provincia di Roi Et.